# 租税国家
租税国家（そぜいこっか、英語: Tax State、ドイツ語: Steuerstaat）とは、租税収入（公債収入を含む）が国家の財政収入の大部分を占める国家をいう。無産国家（むさんこっか）とも呼ばれる。

## 概説
近代国家が公共サービスを提供するにあたっては、その資金の調達の大部分を租税に依存することとなる。そのため、租税収入が国家の財政収入の大部分を占める近代国家は「租税国家」と呼ばれる。ヨーゼフ・シュンペーターが1918年に発表した論文『租税国家の危機（ドイツ語: Die Krise des Steuerstaates）』において、近代国家を「租税国家」として規定した。
「家産国家」と呼ばれる封建国家では封建地代が財政収入の中心であるのに対し、「租税国家」と呼ばれる近代国家では私的財産に公権力が介入する租税が財政収入の中心であるため、「無産国家」とも呼ばれる。